# جزیره ماریا
جزیره ماریا (به انگلیسی: Maria Island) جزیره‌ای است در شرق تاسمانی که بیشتر دارای مناطق کوهستانی است.
این جزیره به طور کامل بخشی از پارک ملی جزیره ماریا محسوب می‌شود که شامل ۱۱۵.۵۰ کیلومتر مربع مساحت این جزیره و ۱۸.۷۸ کیلومتر مربع از منطقه دریایی اطراف جزیره است. طول جزیره در حدود ۲۰ کیلومتر و پهنای آن در وسع‌ترین بخش ۱۳ کیلومتر است و همچنین با شورای گلامورگان اسپرینگ که نزدیکترین نقطه از ساحل تاسمانی است، در حدود ۴ کیلومتر فاطله دارد.

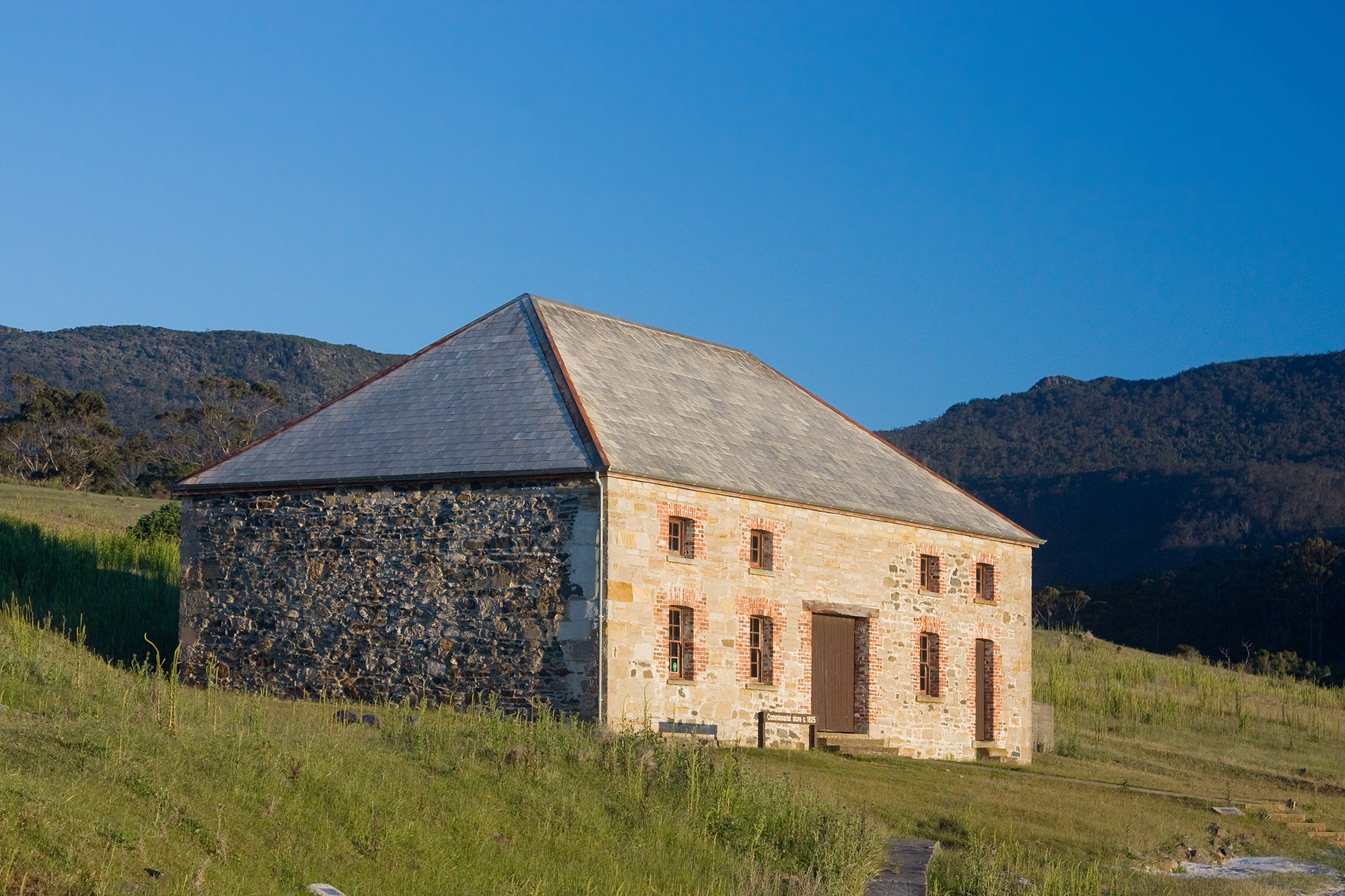

این جزیره هم زمان با تاسمانی در سال ۱۶۴۲ توسط کاشف هلندی آبل تاسمان کشف شد.
بخش شمالی جزیره به صورت قابل توجهی از بخش جنوبی بزرگتر است. مرتفع‌ترین نقطه جزیره به ارتفاع ۷۱۱ متر در بخش شمالی این جزیره واقع شده است.